# La merienda a orillas del Manzanares
Le Goûter au bord du Manzanares
La merienda a orillas del Manzanares (« Le Goûter au bord du Manzanares » ; ou La Merienda — « Le Pique-nique ») est une peinture de Francisco de Goya réalisée en 1776 qui fait partie de la deuxième série de cartons pour tapisserie destinée à la salle à manger du prince des Asturies au palais du Pardo. Elle est inspirée d'une saynète homonyme de Ramón de la Cruz.

## Contexte
Tous les tableaux de la deuxième série sont destinés à la salle à manger du prince des Asturies, c'est-à-dire de celui qui allait devenir Charles IV et de son épouse Marie Louise de Parme, au palais du Pardo. Goya demanda pour cette œuvre un peu plus de 7 000 réaux, qu’il reçut le 30 octobre 1776, jour où le tableau fut livré à la Fabrique royale de tapisserie.
Le tableau fut considéré comme perdu jusqu'à sa découverte dans le sous-sol du palais royal de Madrid, en 1869, par Gregorio Cruzada Villaamil. L'année suivante, par les ordonnances du 19 janvier et du 9 février 1870, la toile fut remise au musée du Prado, où elle est exposée dans la salle 85. La toile est citée pour la première fois dans le catalogue du musée du Prado en 1876.
La série était composée de La Merienda a orillas del Manzanares, Baile a orillas del Manzanares, La Riña en la Venta Nueva, La Riña en el Mesón del Gallo, El paseo de Andalucía, El Bebedor, El Quitasol, La cometa, Jugadores de naipes, Niños inflando una vejiga, Muchachos cogiendo frutas et El Atraco.

## Analyse
Le sujet est une scène populaire sur la rive du Manzanares à Madrid. Au fond, masqué par des arbustes, on distingue l'ermitage de la Vierge du Port. La scène de genre possède des caractéristiques de la jeunesse de Goya. Le flirt entre la marchande d'oranges et les majos détonne dans les thèmes demandés par la princesse Marie Louise de Parme. La seconde série de Goya évoque des thèmes champêtres et est composée d'environ dix cartons.
Ces thèmes populaires imprègnent toute la série. Goya était alors influencé par son beau-frère Francisco Bayeu et par Agustin Esteve. La noblesse, en particulier Marie Louise, demandait à ressembler au peuple et demandait des scènes populaires de Madrid.
Aureliano de Beruete y Moret montre l'intérêt de Goya pour des personnages réalistes et son attention porté aux objets, vêtements et bouteilles. Il montra également l’intérêt du peintre pour la gaîté des visages des majos. De couleurs vives, ceux-ci sont joyeux et libérés. La couleur semble par moments s'éloigner et Goya estompe certains éléments pour augmenter ses effets.